# Masacre de Bentalha
En el pueblo de Bentalha (árabe: بن طلحة), ubicado a 15 km (9,3 millas) al sur de Argel, se produjo un incidente la noche del 22 al 23 de septiembre de 1997, donde un número importante de aldeanos perdieron la vida debido a las acciones de guerrillas armadas. Según Amnistía Internacional, más de 200 aldeanos fueron asesinados. Diferentes fuentes han informado números variables de muertes, con estimaciones que van desde 85 (la estimación oficial inicial) hasta 400 (The Economist) y 417 (fuentes independientes).

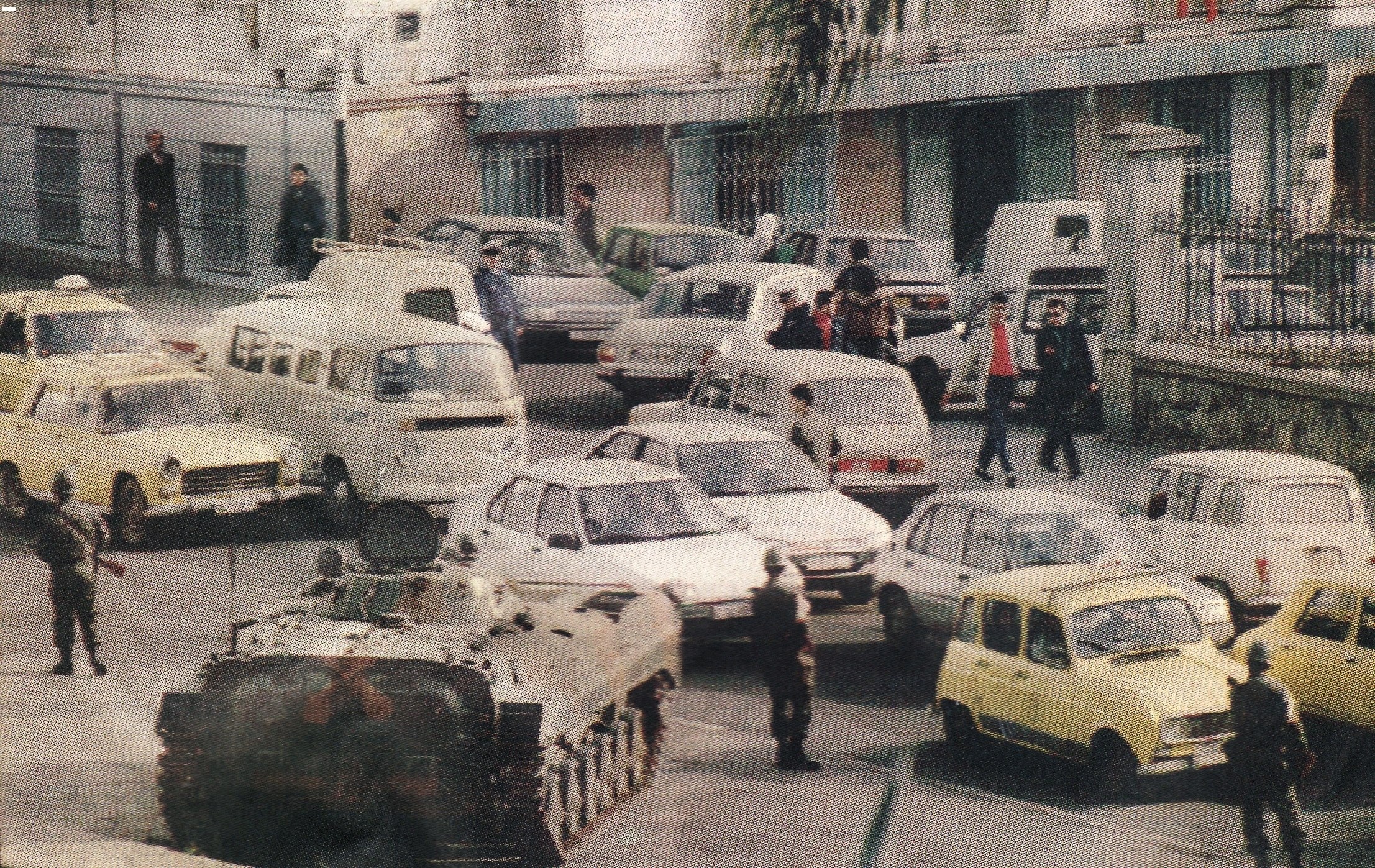
Argel, 12 de enero de 1992. Los tanques de la ANP en las calles de Argel el día después del anuncio del final de la segunda vuelta de las elecciones legislativas del 26 de diciembre de 1991.

## Contexto
En 1997, Argelia experimentó un violento conflicto civil desencadenado por la cancelación de las elecciones de 1992, en las que se esperaba que ganara el Frente Islámico de Salvación (FIS). Bentalha, localidad situada a pocos kilómetros al sur de Baraki, ciudad satélite de Argel, votó a favor del FIS en las elecciones. Al principio, algunos habitantes de la ciudad apoyaron a los grupos guerrilleros islamistas surgidos tras la cancelación de las elecciones y se unieron a sus filas. Las guerrillas de la zona inicialmente estaban formadas por el revivido Movimiento Islámico Armado (MIA) y varios grupos independientes. Posteriormente, estos grupos fueron asimilados al Grupo Islámico Armado (GIA) más grande en 1994. El ejército mantuvo una presencia significativa en la zona, con un puesto en la entrada este de la ciudad, varios controles de carreteras y cuarteles en el lado norte de Baraki. . El GIA también tuvo una fuerte presencia local y deambulaba abiertamente por las calles de Bentalha entre 1994 y 1996, atacando a personas asociadas con el gobierno. En junio de 1996, el gobierno estableció en Bentalha una guardia comunal "patriota" integrada por unas diez personas.
El 29 de agosto de 1997, a pocos kilómetros al sureste de Bentalha tuvo lugar una masacre conocida como masacre de Rais, que provocó la muerte de aproximadamente 200 personas. Circulaban rumores generalizados de que eran inminentes más masacres. En los diez días previos al evento, los residentes informaron haber escuchado el aullido de chacales (que no son nativos de la zona) todas las noches, y se podían ver helicópteros sobrevolando a diario.

## Masacre
La noche del 22 de septiembre, a las 23.30 horas, se produjeron explosiones en el barrio de Hai el-Djilali, en el suroeste de Bentalha. Los atacantes se infiltraron en la zona desde los campos de naranjos al sureste del barrio. Fueron sistemáticamente de casa en casa, matando indiscriminadamente a todos los residentes, sin importar edad o sexo. El aire se llenó de gritos y alarmas mientras un helicóptero sobrevolaba en círculos. Los atacantes iban armados con ametralladoras, rifles de caza y machetes. Algunos vestían trajes de combate oscuros, mientras que otros llevaban la distintiva kachabia asociada con los islamistas, junto con pasamontañas y barbas. Los testigos presenciales informan que reconocieron a algunos de los residentes locales y los llamaron por su nombre. Los atacantes cometieron actos brutales, como aplastar bebés contra las paredes, cortar extremidades, degollar, violar y asesinar mujeres.
Según Amnistía Internacional, los supervivientes informaron que durante la masacre, unidades de las fuerzas armadas con vehículos blindados estaban estacionadas fuera de la aldea, impidiendo que algunas personas escaparan. Esta información la respalda Yacine, superviviente entrevistado por la BBC, quien afirmó que vehículos del ejército aparecieron cerca del lugar a medianoche pero no intervinieron. Nesroullah Yous confirma además este relato y menciona que el ejército incluso impidió que los lugareños de las zonas vecinas acudieran en su ayuda. Los agresores continuaron arrasando Hai el-Djilali, moviéndose de una casa a otra hasta aproximadamente las 5 de la mañana, cuando se marcharon sin encontrar oposición.
Una fotografía conocida como "La Virgen de Bentalha", capturada por Hocine Zaourar, obtuvo una amplia circulación y ganó el premio World Press Photo en 1997. La imagen muestra a una afligida mujer argelina esperando afuera del hospital Zmirli y se ha convertido en una representación icónica de la masacre de Bentalha. similar a la fotografía de The Falling Soldier de la Guerra Civil Española. The image depicts a grieving Algerian woman waiting outside Zmirli Hospital and has become an iconic representation of the Bentalha massacre, similar to The Falling Soldier photograph from the Spanish Civil War.